# منتخب ويلز لدوري الرغبي
منتخب ويلز الوطني لدوري الرغبي هو ممثل ويلز الرسمي في المنافسات الدولية في دوري الرغبي .

## وصلات خارجية
- الموقع الرسمي